# فرانك بوتشر
فرانك بوتشر (بالإنجليزية: Frank Bucher)‏ هو لاعب كرة قدم أمريكية أمريكي، ولد في 19 ديسمبر 1900 في فيربورت في الولايات المتحدة، وتوفي في 1 مارس 1970.

## وصلات خارجية
- فرانك بوتشر على موقع مرجع كرة القدم المحترفة.كوم (الإنجليزية)